# Sumpfwald

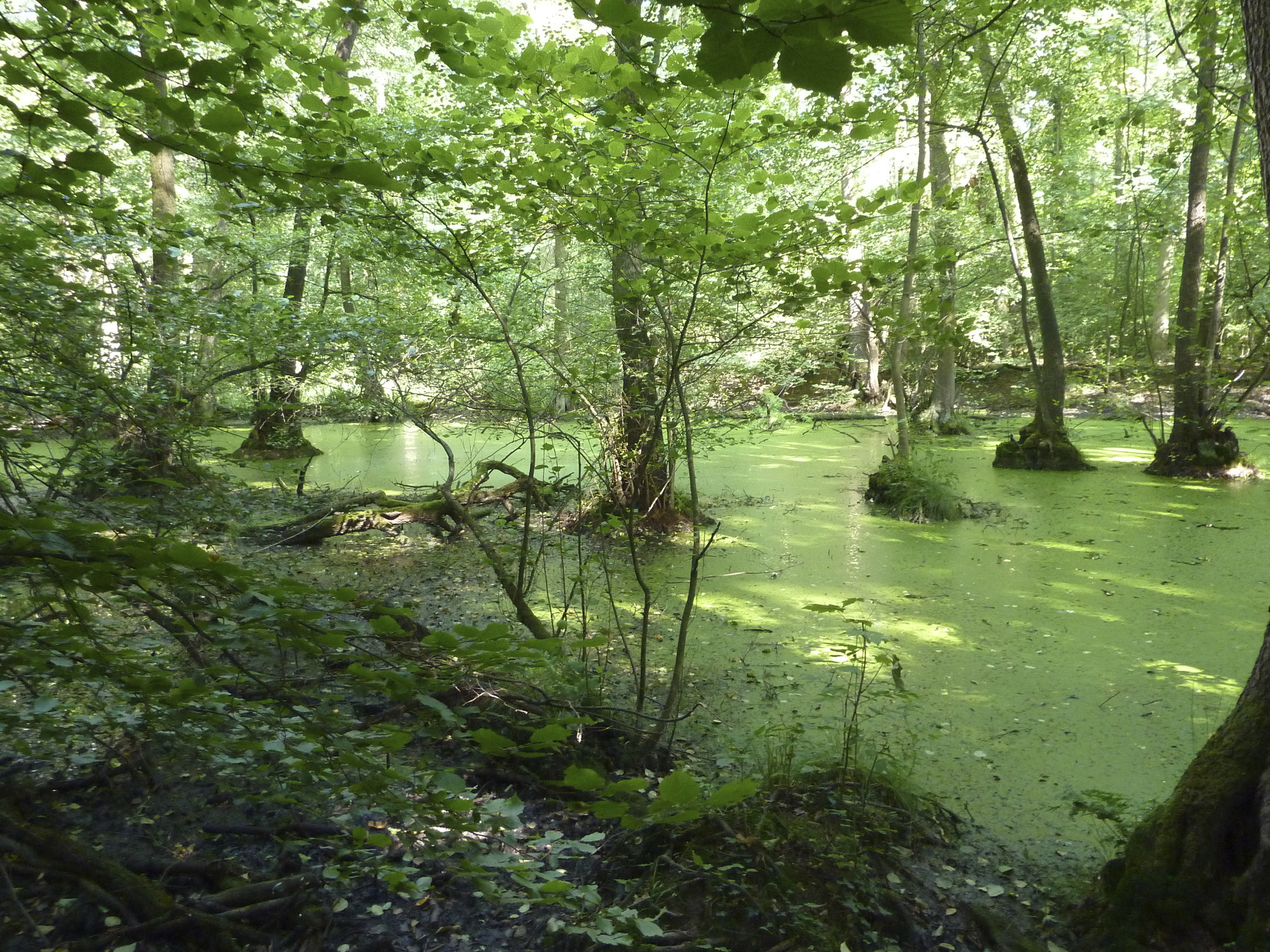
Der Rohsee, ein Altarm des Mains im Frankfurter Stadtwald. Zu erkennen sind Schwarz-Erlen sowie die Kleine Wasserlinse (Lemna minor L.; grüne Wasseroberfläche)

Ein Sumpfwald ist ein Wald, dessen Boden in der Regel unter Wasser steht, der jedoch regelmäßig oder alle paar Jahre trockenfällt. Im Gegensatz dazu steht der Bruchwald permanent unter Wasser. Abzugrenzen ist der Sumpfwald auch vom Auwald, der im Kontext von Fließgewässern vorkommt.
Sumpfwälder sind Feuchtwälder und Gebüsche, die auf Mineralböden mit hochanstehendem Grundwasser stocken. Dabei treten oft Wasserstandsschwankungen auf. Zu den Sumpfwäldern gehören vor allem die Traubenkirschen-Erlen-Eschenwälder und die feuchten Eichen-Hainbuchenwälder. Besondere typische Arten naturnaher Sumpfwälder sind Schwarz-Erle (Alnus glutinosa), Esche (Fraxinus excelsior), Traubenkirsche (Prunus padus) sowie andere Arten der naturnahen Au- und Bruchwälder.